# Moerassneeuwhoen
Het moerassneeuwhoen (Lagopus lagopus) is een vogel uit de onderfamilie van de ruigpoothoenders (Tetraoninae).

## Kenmerken
Het verenkleed is 's zomers roodbruin en 's winters sneeuwwit. De neusgaten en poten zijn bevederd om warmte vast te houden. De lichaamslengte bedraagt 38 cm en het gewicht 550 tot 700 gram. Het verenkleed van beide geslachten is verschillend.

## Leefwijze
Deze geharde vogels zijn goed bestand tegen de strenge winters op het noordelijk halfrond. Voor beschutting worden tunnels gegraven in de sneeuw. Het voedsel bestaat uit zaden, jonge blaadjes, knoppen en soms insecten.

## Verspreiding
Moerassneeuwhoenders komen het hele jaar voor in de noordelijk bergachtige gebieden van Scandinavië, Rusland, Noord-Amerika en Azië. 
De soort telt vijftien ondersoorten:
- L. l. variegata: de eilandjes nabij westelijk Noorwegen.
- L. l. lagopus: Scandinavië en noordelijk Rusland.
- L. l. rossica: van de Baltische landen tot centraal Rusland.
- L. l. koreni: van Siberië tot Kamtsjatka.
- L. l. maior: noordelijk Kazachstan en zuidwestelijk Siberië.
- L. l. brevirostris: van de westelijke Himalaya tot zuidelijk Siberië en westelijk Mongolië.
- L. l. kozlowae: noordelijk Mongolië en zuidelijk Siberië.
- L. l. sserebrowsky: van noordoostelijk Mongolië tot zuidoostelijk Siberië en noordoostelijk China.
- L. l. okadai: Sachalin.
- L. l. alascensis: Alaska.
- L. l. alexandrae: de Aleoeten en Kodiak, de eilanden van zuidoostelijk Alaska en noordwestelijk Brits-Columbia.
- L. l. leucoptera: meest noordelijk Canada en de arctische eilanden.
- L. l. alba: noordelijk Canada.
- L. l. ungavus: noordoostelijk Canada.
- L. l. alleni: Newfoundland.

Het Schots sneeuwhoen (L. l. scotica) uit Groot-Brittannië en Ierland wordt vaak ook in dit soort lijstjes gepresenteerd.

## Status
De totale populatie wordt geschat op 10-30 miljoen volwassen vogels. Op de Rode lijst van de IUCN heeft de soort de status van niet bedreigd.

## Afbeeldingen

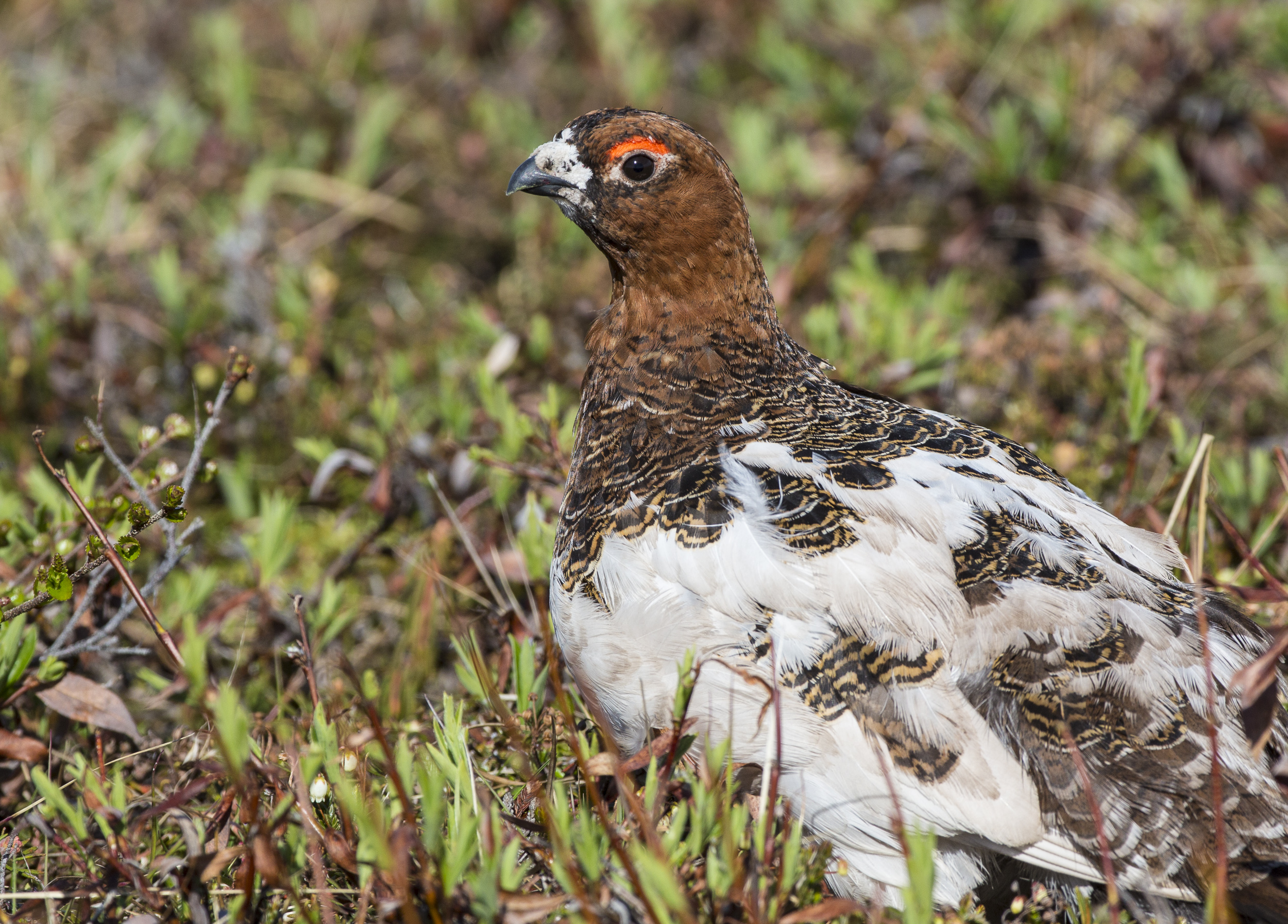
Moerassneeuwhoen in het Nationaal Aardoliereservaat Alaska
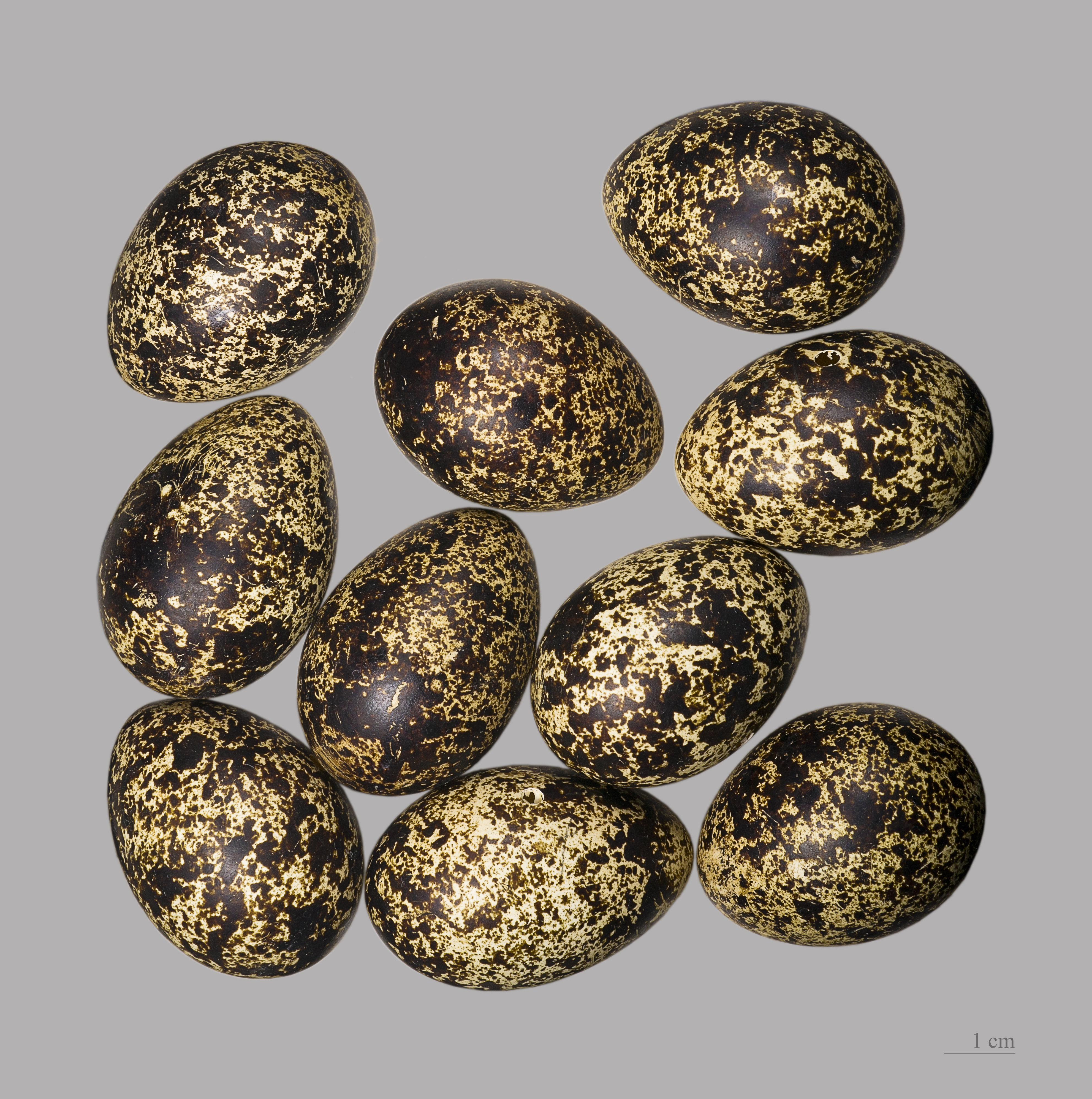
Eieren